# O'Neill (adelsätt)

Vapensköld

O'Neill är en gammal irländsk släkt, som på 900-talet började bära namnet Ua Niall. På 1100-talet erhöll en av ättens huvudmän titeln Lord of Tyrone.
Under medeltiden före släkten en stol kamp mot den centralistiska engelska ämbetsmannastaten. Conn O'Neill (omkring 1480-1559) kom i konflikt med släkten på grund av att han underkastade sig Henrik VIII, han blev Earl of Tyrone. Klanhövdingarna Shane O'Neill (omkring 1530-1567) och Hugh O'Neill, 2:e earl av Tyrone beredde engelsmännen stora svårigheter. Den sistnämnde erhöll hjälp från Spanien men måste tillsammans med Rory O'Donnell, earl av Tyrconnell, fly till Spanien 1607. Under 1640-talet kämpade betydande medlemmar av släkten, bland dem Owen Roe O'Neill (omkring 1590-1644) mot parlamentshärarna. Huvudmannen för den i Irland kvarlevande grenen, utdöd 1855 blev 1795 viscount.